# 3E戦略
3E戦略（さんイーせんりゃく）とは、広く使われている標準に関わる製品を投入し、その標準にプロプライエタリな機能を追加して拡張し、その拡張部分の差によって競合製品に打ち勝つというマイクロソフトの戦略である。アメリカ合衆国司法省がマイクロソフト内部で使われている "Embrace, extend and extinguish" （取り込み、拡張し、抹殺する）または "Embrace, extend, and exterminate" （取り込み、拡張し、根絶やしにする）という言葉を発見したことを起源とする。

## 起源
この戦略と "embrace and extend" という言葉がマイクロソフト社外で初めて解説されたのは1996年、ニューヨーク・タイムズ紙の "Microsoft Trying to Dominate the Internet" （マイクロソフトはインターネットを支配しようとしている）という記事でのことである。この記事を書いた John Markoff は「単にインターネットを取り込んで拡張するのではなく、マイクロソフトはそれを飲み込むつもりではないかと、同社に批判的な人々は恐れている」と書いている。"embrace and extend" という言葉はマイクロソフト従業員 Dean Ballard の作った戯れ歌にも出てくるし、ニューヨーク・タイムズ紙が行ったスティーブ・バルマーのインタビューでも使われた。
そして、そこから派生しよく知られるようになった "embrace, extend and extinguish" という言葉は、マイクロソフトが司法省から反トラスト法違反で訴えられた法廷で、インテルの副社長 Steven McGeady が証人として、1995年にマイクロソフトとインテルで行った会議の席でマイクロソフトの副社長 Paul Maritz がNetscapeやJavaやインターネットに対する同社の戦略を説明する言葉として発したと証言したのが初出である。このフレーズは McGeady の証言にもあるようにマイクロソフトの戦略の最終段階を強調するものであり、それは競合する者から顧客を奪うことに他ならない。
古い形の派生として "embrace, extend then innovate" という言葉もある。これはマイクロソフトの J Allard が1994年、Paul Maritz 他のマイクロソフト経営陣に宛てたメモ "Windows: The Next Killer Application on the Internet" の中で使われていた。このメモはまずインターネットの背景全般を説明し、Windowsをインターネットにおける次の「キラーアプリ」とするための戦略を提案したものである。
インターネットコミュニティ内で必要な敬意を築き、マインドシェアを獲得するには、これまで我々がTCP/IPに関して行った努力とは異なる処方が推奨される。それは、取り込み、拡張し、革新するというものである。
- 第1段階（取り込み、embrace）: 関係者全員が情報構造とコミュニティを確実に理解する必要があり、それによってユーザーベースのニーズとトレンドが把握できる。そのとき初めて、我々はマイクロソフトのシステム製品をインターネットシステムとすることが可能になる。
- 第2段階（拡張、extend）: 適切な組織や我々とよく似た目標を持つ会社との関係を築く。インターネットコミュニティが開発した確立されたポピュラーな標準に準拠したツールやサービスを提供する。

- 第3段階（革新、innovate）: 新たな適当なインターネット標準の策定でリーダーシップを確立し、標準の既製タイトルをインターネット対応にする。

ルールを変える: Windowsが次世代のインターネットツールになる。

## 戦略
3E戦略の3つの段階は次の通りである。
1. 取り込む (Embrace): 競合する製品と事実上互換なソフトウェアを開発する。または公開された標準を実装したソフトウェアを開発する。
2. 拡張 (Extend): 競合製品や標準にはない機能を追加・推進し、顧客が本来の単純な標準を使おうとしたときに相互運用性の問題が生じるようにする。
3. 抹殺 (Extinguish): 市場を独占することで拡張部分が「デファクト」スタンダードとなったとき、新たな拡張をサポートしない（できない）競合他社は取り残される。

アメリカ合衆国司法省、マイクロソフトを批判する人々、コンピュータ業界のジャーナリストは、3E戦略の行き着くところは製品カテゴリの独占に他ならないと指摘する。そのような戦略は、J Allard が元々提案した embrace, extend then innovate という戦略とは、内容的にも段階的にも異なる。マイクロソフトは、元々の戦略は反競争的なものではなく、むしろ顧客が望んでいる（と彼らが信じている）機能を実装する自由裁量権の行使だと主張する。

## 例
ブラウザの非互換
反トラスト法裁判の原告は、マイクロソフトが Internet Explorer に ActiveX サポートを追加することで、プラグインシステムでJavaをベースとしたコンポーネントを使っている Netscape Navigator との非互換を生じさせたと主張した。
Javaの移植性の破壊
反トラスト法裁判の原告はまた、マイクロソフトがJavaプラットフォームについても同様の戦略を採用していると非難した。Javaは、Windows、Mac、Linuxなど任意のオペレーティングシステムで動作可能なプログラムが書けることを目標としている。しかしマイクロソフトはJavaプラットフォームの実装から Java Native Interface を除き、代わりに J/Direct を用意した。すなわち、マイクロソフトはWindows上のJavaプログラムを意図的にプラットフォーム依存にし、LinuxやMacで使えなくした。マイクロソフトの内部文書によれば、同社はJavaのクロスプラットフォーム機能を軽視し、「単なる最新で最良のWindowsアプリケーション作成用言語」にしようとしていた。2001年1月、マイクロソフトはこれについて契約違反を認め、サンに対して2000万ドルを支払った。
ネットワーク
2000年、インターネット標準の1つであるケルベロス認証プロトコルの独自拡張が Windows 2000 に実装された。このため、ケルベロスを使って Windows 2000 Server にアクセスしようとした場合、マイクロソフト製品以外はアクセスできない事態が発生した。拡張部分の仕様は秘密保持契約 (NDA) に合意しないと開示されず、サードパーティ（特にオープンソース）の実装を不可能にしていた。NDA契約を結ばずにこの新機能を実装できるようにするため、スラッシュドットにNDAを無視して文書が投稿され、NDA契約を結ばずに仕様にアクセスできるようになった。マイクロソフトはスラッシュドットに文書の削除を依頼した。Windows 2000 ではバイナリ形式で導入したケルベロスの「拡張」だが、後に RFC 3244 と RFC 4757 に記載され、さらにマイクロソフトの Open Specification Promise (OSP) に含まれることになった。OSPは「マイクロソフトが所有または管理する特許がないと実装できない」技術の一覧を含む文書で、それらの自由な実装をマイクロソフトが無条件で許諾することを約束したものである。同様なマイクロソフトの知的資産としては Kerberos Network Authentication Service v5 （RFC 1510 と RFC 1964）がある。
インスタントメッセージ
2001年、CNETの News.com でマイクロソフトのインスタントメッセージについての3E戦略の例が解説された。
アドビの懸念
アドビシステムズは Microsoft Office でPDFサポートを組み込みたいというマイクロソフトの要望を拒絶した。これは3E戦略の餌食になることをアドビが恐れたためと言われている。現在の Microsoft Office にはPDFサポートが組み込まれているし、他のISO標準もいくつかサポートされている。
従業員の宣誓証言
2007年、マイクロソフト従業員 Ronald Alepin は Comes v. Microsoft の裁判で原告側証人として、マイクロソフトの内部電子メールにあった "Embrace, Extend, Extinguish" というフレーズについて説明した。
さらなるブラウザ非互換
Netscape関連の反トラスト法裁判から約10年後、今度はオペラ・ソフトウェアが欧州連合と共にマイクロソフトを反トラスト法違反で訴え、「有名な3E戦略で標準を窒息させるのではなく、標準をサポートすることをマイクロソフトに求めた」。
ODFスプレッドシートとの非互換
2009年、マイクロソフトは Office 2007 SP2 でODFをサポートした。しかし、Excelが生成した単純なファイルですら他のアプリケーションと相互運用できないことが判明した。

## マイクロソフト以外の企業での例
ブラウザ戦争の際には、マイクロソフト以外の企業も標準と互換性のない独自の拡張を導入したことがある。例えば1995年、Netscape は "font" タグをHTML拡張として導入したが、この拡張を標準化団体に知らせてレビューしてもらったわけではない。Internet Explorer のシェアが増えると共に、両社は標準に準拠しない機能を実装しあい、デッドヒートを演じた。
2004年、ブラウザ戦争を繰り返すのを防ぎ標準同士の衝突を解決するため、Apple（Safari）、Mozilla Foundation（Firefox）、オペラ・ソフトウェア（Opera）は World Wide Web Consortium を補完するオープン標準を策定する Web Hypertext Application Technology Working Group を結成した。マイクロソフトは同グループが特許の扱いを決めていない点に難色を示し、参加していない。